# Ronald Kampamba
Ronald Kampamba (n. Kitwe, 26 de mayo de 1994) es un futbolista zambiano que juega en la demarcación de delantero para el Kansanshi Dynamos F.C. de la Primera División del fútbol zambiano.

## Biografía
Debutó como futbolista en 2011 con el Nkana FC tras formarse en las categorías inferiores del club. Jugó en el equipo zambiano durante tres temporadas, llegando a ser el máximo goleador de la Primera División de Zambia, ayudando al club a ganar la Primera División de Zambia. Al finalizar la temporada 2013/2014 fichó por el Wadi Degla FC egipcio. En septiembre de 2015 se fue traspasado al Lierse SK belga.

## Selección nacional
Debutó con la selección de fútbol de Zambia el 29 de noviembre de 2011 en un partido amistoso contra la India. Su primer gol llegó en la Copa CECAFA 2013, en un partido de la fase de grupos contra Tanzania. Quedó en tercera posición en dicho torneo. Además, también participó en la Copa Africana de Naciones 2015, quedando eliminado en la fase de grupos.

## Clubes
| Club                   | País    | Año         | Partidos | Goles |
| ---------------------- | ------- | ----------- | -------- | ----- |
| Nkana FC               | Zambia  | 2011 - 2014 | ¿?       | 41    |
| Wadi Degla FC          | Egipto  | 2015        | 18       | 1     |
| Lierse SK              | Bélgica | 2015 -2016  | 2        | 0     |
| Nkana FC               | Zambia  | 2016-2017   |          |       |
| Wadi Degla FC          | Egipto  | 2017        |          |       |
| Nkana FC               | Zambia  | 2017-2022   |          |       |
| Kansanshi Dynamos F.C. | Zambia  | 2022-act.   |          |       |

## Palmarés

### Competiciones nacionales
| Título                     | Club     | País   | Año  |
| -------------------------- | -------- | ------ | ---- |
| Primera División de Zambia | Nkana FC | Zambia | 2013 |

### Distinciones individuales
| Título                                           | Club     | País   | Año  |
| ------------------------------------------------ | -------- | ------ | ---- |
| Máximo goleador de la Primera División de Zambia | Nkana FC | Zambia | 2013 |